# Confrèrie Pictura

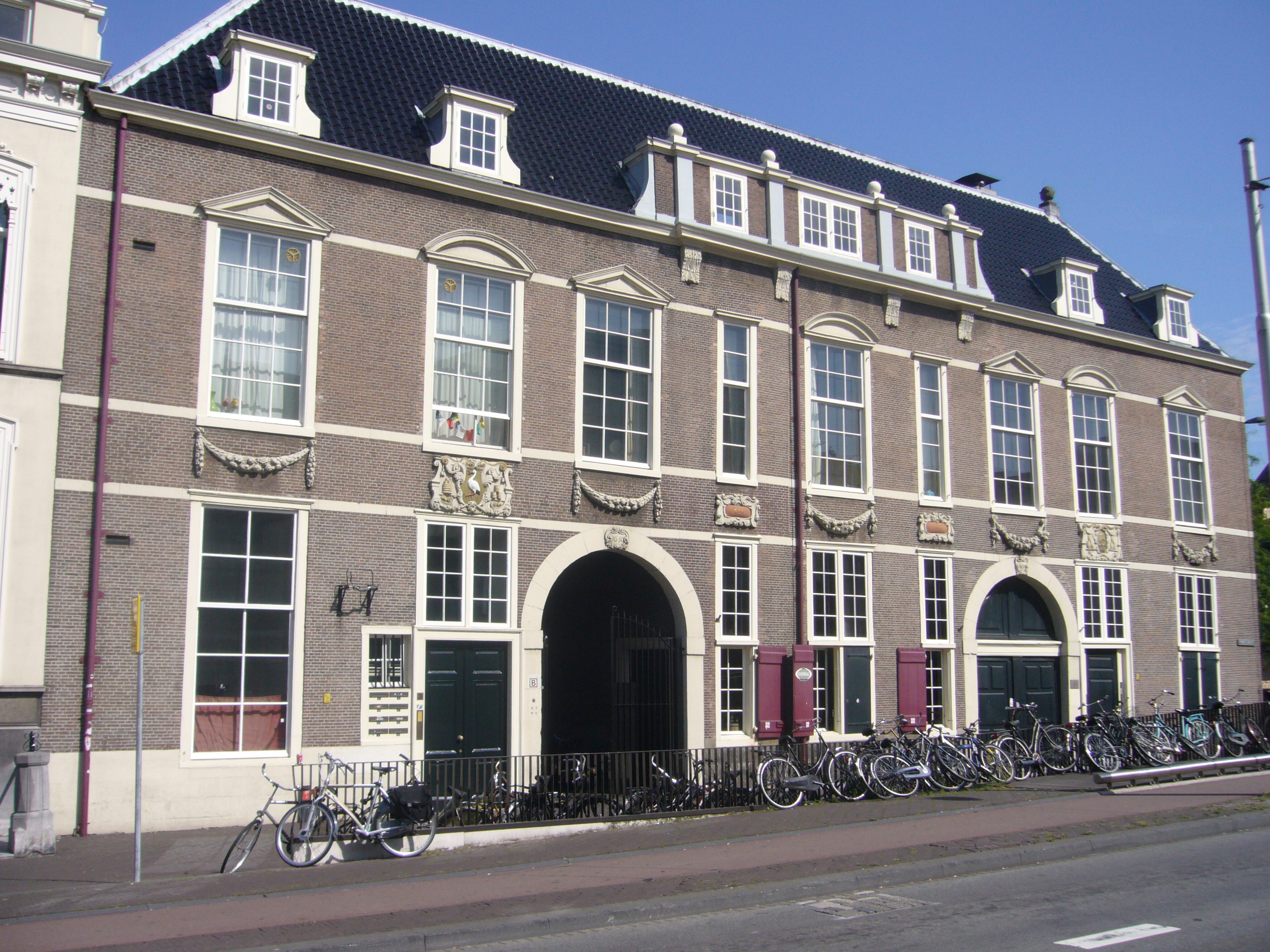
De Boterwaag aan de Prinsegracht in Den Haag. Het linkerdeel was het originele gebouw uit 1650 (met de zwaan boven de deur).

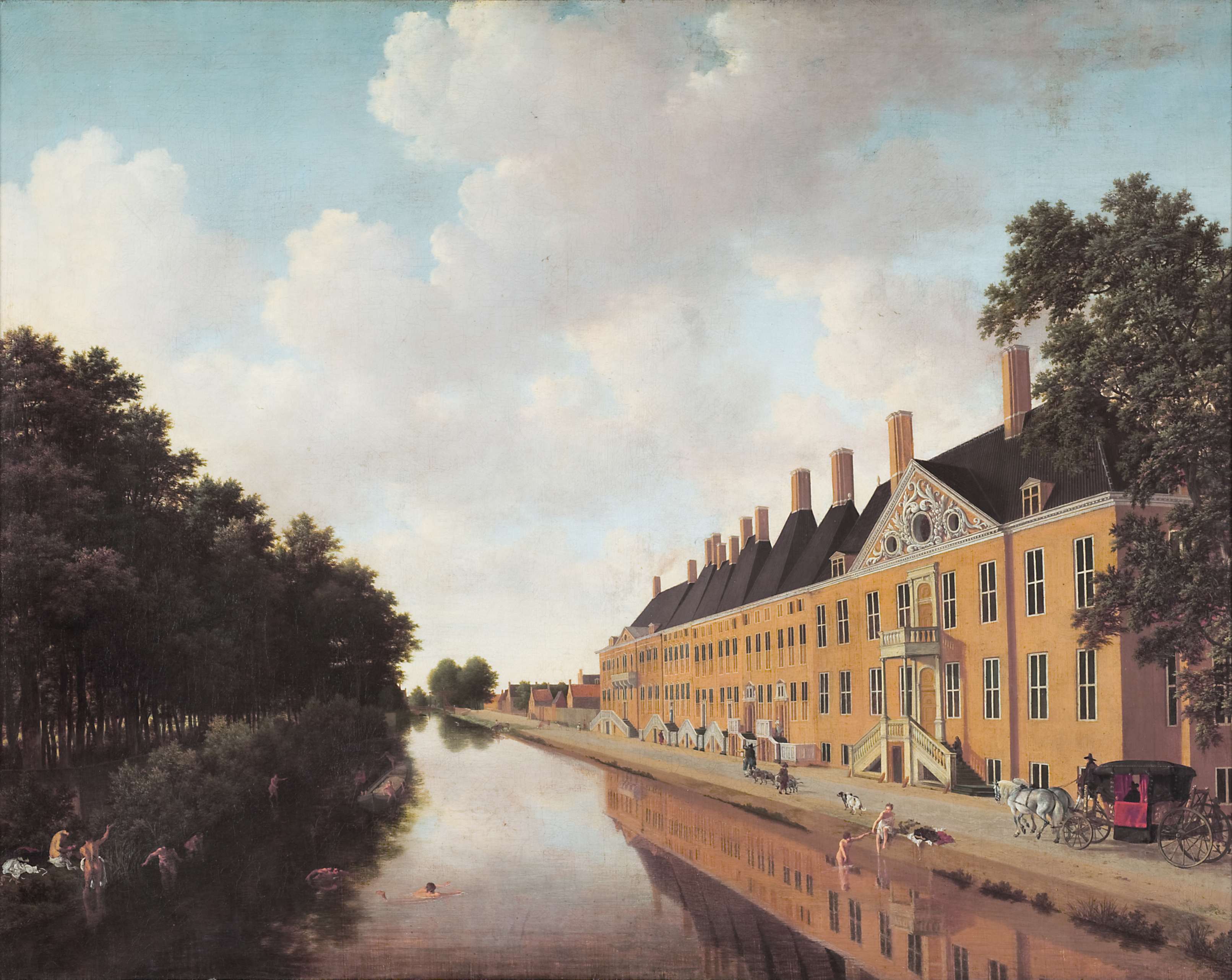
Zicht op de Prinsessegracht in Den Haag, door Joris van der Haagen en Ludolf Leendertsz de Jongh.

Confrerie Pictura was een genootschap van kunstenaars dat van 1656 tot 1849 bestond in Den Haag.

## Geschiedenis
Het Sint-Lucasgilde in Den Haag bestond al in de 15e eeuw. Zoals in de meeste Nederlandse steden richtte het zich niet alleen op kunstschilders, maar ook op glazeniers, graveurs, beeldhouwers, goudsmeden, drukkers en boekhandelaars. In die dagen hadden de gilden in kerken hun eigen altaren. Het schildersgilde werd vaak gesponsord door de kerk. Leden verzekerden zich soms zelfs van een inkomen van de kerk door hun werk te presenteren op het Lucasaltaar. Na de reformatie speelden de kerken geen rol meer in het gildeleven. Voorheen waren de altaarstukken als het ware uithangborden voor het werk van de kunstenaars. Nu werd gezocht naar een nieuwe manier om het werk aan de man te brengen.
Daarnaast waren de gildemeesters, met de toevloed van begaafde schilders vanuit de Zuidelijke Nederlanden, van mening dat maatregelen tegen concurrentie noodzakelijk waren. Toen het Lucasgilde onvoldoende in staat bleek de juiste maatregelen te nemen, richtten 48 ontevreden schilders de Confrèrie ('broederschap') Pictura op. Onder de stichters waren Alexander le Petit, Anthonie Jansz. van der Croos, Willem Doudijns, Jacob van der Does, Johannes Mijtens, Pieter Moninckx, Adriaen Pietersz. van de Venne, Dirck van der Lisse, Theodoor van der Schuer, Joris van der Haagen, Augustinus Terwesten en Jan Antonisz. van Ravesteyn. Eerste deken was Adriaen Hanneman.
De leden van Confrèrie Pictura kwamen bijeen in het Boterhuis aan de Prinsegracht. Zij betaalden huur door schilderijen aan het stadsbestuur te schenken. De Confrèrie werd bestuurd door een deken, drie hoofdmannen en een secretaris, die om de twee jaar door de Magistraat van Den Haag werden gekozen. Rond 1680 verhuisde de Confrèrie naar het Koorenhuis, ook aan de Prinsengracht. In 1849 werd de broederschap opgeheven. Twee jaar eerder was in Den Haag een nieuw schildersgenootschap opgericht onder de naam Pulchri Studio.
Tot in de achttiende eeuw was het devies van Confrèrie Pictura „In poculis libertas”, wat betekende „In potten vrijheid”. In de achttiende eeuw vond de Confrerie dit geen passende tekst meer. Het devies werd daarom veranderd in „Tot Bloei van Kunst en Wetenschap, Vereent zich hier de Broederschap”.

## Handvest (1656)
Het doel van Confrèrie Pictura was tweeledig. Enerzijds wilde men de belangen van de Haagse schilders beschermen, hun kwaliteit bewaken en oneerlijke concurrentie voorkomen. Anderzijds wenste men de onderlinge banden tussen de leden te versterken. Iedereen die als schilder in Den Haag werkte was verplicht om lid te worden. Er werden strikte regels opgesteld om te beperken wat als oneerlijke handel werd gezien, maar ook verplichtten de leden zich om de begrafenissen van leden bij te wonen en een jaarlijkse contributie te betalen. Het handvest, opgesteld in 1656, bevat 28 regels. Een belangrijke regel is dat de leden verplicht waren hun werken in de vergaderruimte van Pictura permanent tentoon te stellen en om - zodra een werk was verkocht - een nieuw vervangend werk op te hangen.

## Haagsche Teekenacademie

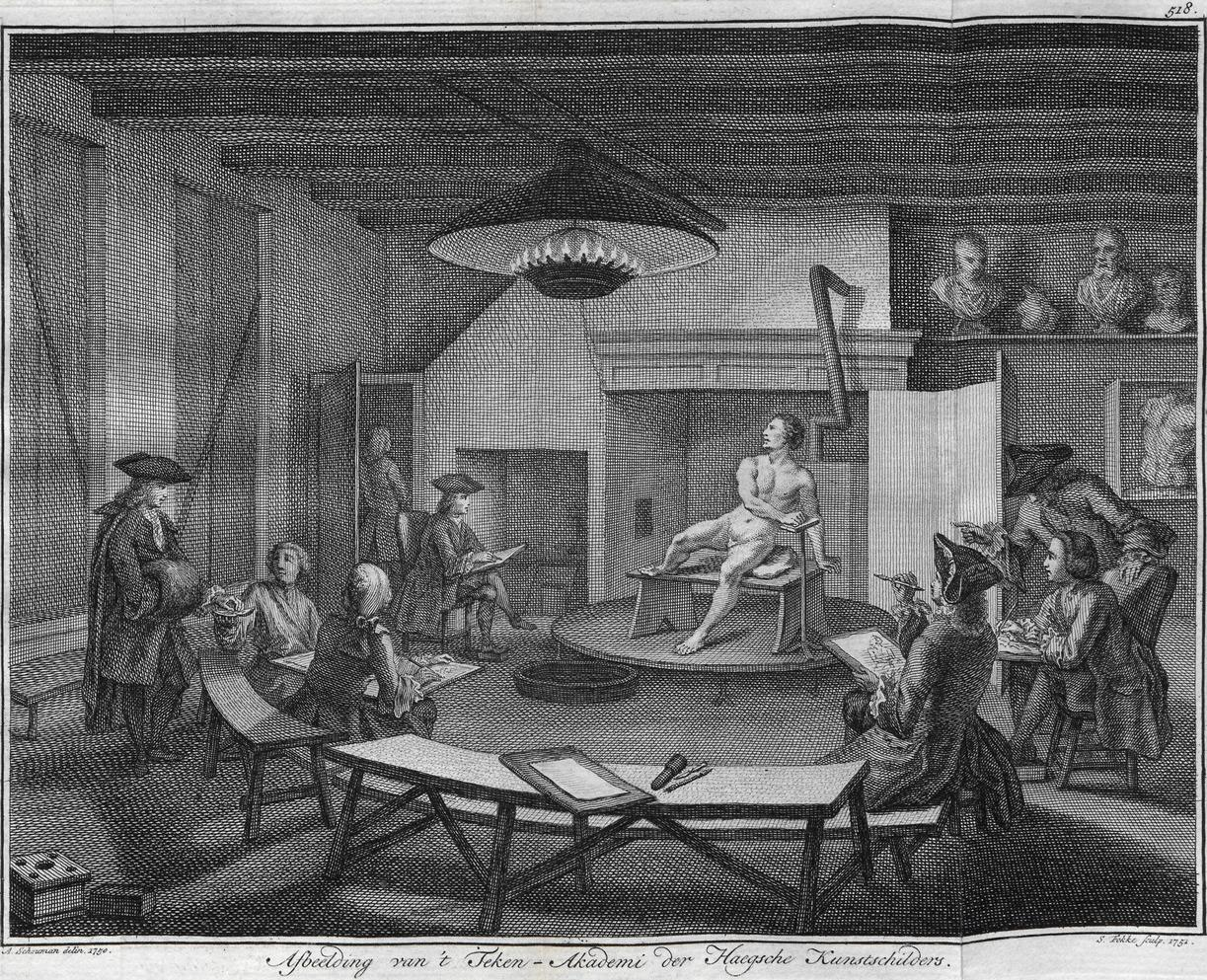
De Haagsche Teekenacademie in 1751. Jan van Gool (1685–1763)

De Haagsche Teekenacademie werd in 1682 opgericht door de schilders Willem Doudijns, Theodoor van der Schuer, Daniël Mijtens (II), Robbert Duval en Augustinus Terwesten, allen leden van de Confrêrie. Zij was net als Pictura aanvankelijk gevestigd in het Koorenhuis en groeide in meer dan 330 jaar uit tot de Koninklijke Academie van Beeldende Kunsten.

### Bekende leden
| - Benjamin Bolomey - Johannes Blommendael - Carolina Petronella van Cuyck - Jeronymus van Diest (II) - Philip van Dijk - Jacob van der Does - Jacob Duck - Johan le Ducq - Karel Dujardin - Cornelis Elandt - Jacob Elias la Fargue - Paulus Constantijn la Fargue - Johannes Glauber - Tethart Haag - Johannes van Haensbergen | - Melchior de Hondecoeter - Gerrit de Hooch - Louis de Moni - Pieter Nason - Eglon van der Neer - Caspar Netscher - Arnold van Ravesteyn - Jan Antonisz. van Ravesteyn - Rachel Ruysch - Aart Schouman - Guillaume Jean Joseph de Spinny - Leonardus Temminck - Frans Xavery - Jan-Baptist Xavery |

## Sponsors Mauritshuis
Confrèrie Pictura is tegenwoordig de naam van een (inter)nationaal platform van bedrijven die zich als sponsor verbonden hebben aan museum het Mauritshuis.